# Luna Carocci
Luna Carocci (ur. 10 lipca 1988 r. w Lukce). Siatkarka grająca na pozycji libero.

## Biografia
Kariera Luny Carocci rozpoczęła się, gdy miała osiem lat. Zadebiutowała we włoskiej serie B2 w swoim rodzinnym mieście, grając w zespole młodzieżowych - Volley Pantera Lucca. Została zauważona przez rekruterów narodowej młodzieży i dołączyła do Club Italia  w wieku 16 lat. Zdobyła złoty medal na Mistrzostwach Europy Juniorek w 2006 roku. W sezonie 2006/2007 zadebiutowała w Serie A2, w zespole Esperia Cremona. W tym klubie w latach 2007/2008 zespół z Lombardii zagrał play-offach. Latem w 2008 roku we włoskiej lidze wzięła udział w Turnieju Siatkówki Plażowej 4X4 z klubem Jogging Volley oraz w 2012 roku z klubem Altamur. Robur Sport Pesaro. Przeniosła się do beniaminka Serie A1 Riso Scotti Pawia, z którym zadebiutowała sezonie 2008/2009. W połowie sezonu klub zaproponował przedłużenie kontraktu. Przedłużyła kontrakt i zagrała w play-offach o Mistrzostwo Włoch. W sezonie 2010/2011 reprezentowała barwy Unedo Yamamay Busto Arsizio. W 2011 roku została powołana na Uniwersjadę w Shenzhen (Chiny) – gdzie zadebiutowała w Reprezentacji Włoch. W tym samym roku została zawodniczką MC-PietroCarnaghi Villa Cortese, z którym dotarła do finału o Mistrzostwo Włoch. Zadebiutowała w Lidze Mistrzyń. Jej zespół awansował do Final Four w Baku, zajmując 4. miejsce. Była w czołówce rankingu na najlepszą przyjmującą zawodniczką Final Four w Baku. W sezonie 2012/2013 przeniosła się do Azerrail Baku, w którym też grała w Lidze Mistrzyń. Powróciła do Włoch, grając w zespole Robur Tiboni Volley Urbino w sezonie 2013/2014. Sezon 2014/2015 grała w klubie River Volley Piacenza. Jej zespół zdobył Superpuchar Włoch, wygrywając z Unedo Yamamay Busto Arsizio. W połowie sezonu 2014/2015 przeniosła się do Metalleghe Sanitars Montichiari. W sezonie 2016/2017 występowała w rumuńskiej drużynie CSM Bukareszt. W poprzednim sezonie 2017/2018 była zawodniczką niemieckiej drużyny Schweriner SC. Od sezonu 2018/2019 występuje we francuskiej drużynie RC Cannes.

## Sukcesy reprezentacyjne
Mistrzostwa Europy Juniorek:
- 2006

## Sukcesy klubowe
Mistrzostwo Włoch:
- 2012

Mistrzostwo Azerbejdżanu:
- 2013

Superpuchar Włoch:
- 2014

Mistrzostwo Rumunii:
- 2017

Superpuchar Niemiec:
- 2017

Mistrzostwo Niemiec:
- 2018

Mistrzostwo Francji:
- 2019

## Nagrody indywidualne
- 2018: MVP w finale niemieckiej Bundesligi w sezonie 2017/2018